# Blaberus minor
Blaberus minor är en kackerlacksart som beskrevs av Henri Saussure 1864. Blaberus minor ingår i släktet Blaberus och familjen jättekackerlackor. Inga underarter finns listade.